# Janusz Połom
Janusz Połom (ur. 16 października 1950 w Toruniu, zm. 23 października 2020 w Olsztynie) – polski operator filmowy, reżyser, fotografik, poeta, wykładowca na polskich i zagranicznych uczelniach oraz były dziekan w łódzkiej Szkole Filmowej.
W 1975 roku ukończył łódzką Szkołę Filmową, a w 1977 roku obronił dyplom. W latach 1974–1986 był wykładowcą, a w latach 1981–1984 dziekanem Wydziału Operatorskiego i Realizacji Telewizyjnej tejże uczelni. Po wyjeździe do Meksyku w 1984 roku pracował w stołecznej Narodowej Szkole Filmowej. Od 1986 roku przebywał w Kanadzie, gdzie wykładał fotografię filmową na Université du Québec w Montrealu (UQÀM). Po powrocie do Polski w 2001 roku zamieszkał w rodzinnej posiadłości w Unieszewie. Następnie obronił doktorat w łódzkiej Szkole Filmowej oraz podjął pracę jako adiunkt na Wydziale Sztuki Uniwersytetu Warmińsko-Mazurskiego. Uczył fotografii i multimediów.
W latach 1971–1976 należał do Warsztatu Formy Filmowej, grupy artystycznej działającej przy łódzkiej Szkole Filmowej. W czasie swojej pracy twórczej zajmował się m.in. fotografią, pisaniem scenariuszy filmowych, poezją. Fotografie swojego autorstwa pokazywał w czasie wernisaży w Polsce, Kanadzie, Francji oraz Meksyku. W 1981 roku uczestniczył w prestiżowym francuskim festiwalu artystycznym Biennale de Paris. Dwa lata później, także we Francji, jego prace pokazane zostały na wystawie polskiej sztuki XX wieku Presences Polonaises w Centre Georges Pompidou w Paryżu. Za swoje filmowe dokonania wielokrotnie nagradzany był na prestiżowych festiwalach.
Jego prace znajdują się m.in. w Muzeum Sztuki w Łodzi, National Gallery w Ottawie, Muzeum im. Octavio Paz'a Centro Nacional de las Artes w Meksyku.
Pochowany w Śliwicach.

## Filmografia

### Zdjęcia
- Mozaika (1975)
- Hazard (1976)
- Perswazja (1976)
- Przebieraniec (1976)
- Salon gier (1976)
- Test (1976)
- Wyliczanka (1976)
- Cztery Słonie (1977)
- Klaustrofobia (1977)
- Sztucer (1977)
- Dla Elizy (1978)
- Stanisław Zagajewski – Ars Mea, Lux Mea (1978)
- Ktoś i coś (1979) – odc. Koń, Owca
- Na koniku malowanym jedzie sobie pan (1979)
- Piwnica Wandy Warskiej (1979)
- Smacznego! (1979)
- Wygodne łóżko (1979)
- Zabawki spod strzechy (1979)
- Dzwon (1980)
- Książka w Polsce (1980)
- Ktoś i coś (1980) – odc. Pies
- Malowane wakacje (1980)
- Inkluz (1981)
- Linia (1981)
- Witkacy (1981)
- Wąski tor (1982)
- Beskidzkie palmy wielkanocne (1983) – współpraca operatorska
- Ósemka (1984)
- Silent Witness (Milczący świadek 1994)
- Por si no te vuelvo a ver (If I Never See You Again lub Jeśli cię już nie zobaczę, 1997)
- My heart is my witness (Moje serce jest mym świadkiem 1998)
- Sam wyszedł bezbronny… Teodor Parnicki. Portret pisarza. 2000)

### Reżyseria
- Mozaika (1975)
- Hazard (1976)
- Perswazja (1976)
- Przebieraniec (1976)
- Salon gier (1976)
- Test (1976)
- Klaustrofobia (1977)
- Wygodne łóżko (1979)
- Smacznego! (1979)
- Ósemka (1984)

### Scenariusz
- Mozaika (1975)
- Hazard (1976)
- Perswazja (1976)
- Przebieraniec (1976)
- Salon gier (1976)
- Test (1976)
- Ósemka (1984)